# Oranje aderzwam
Oranje aderzwam (Phlebia radiata) is een veel voorkomende korstzwam in de familie Meruliaceae. Hij leeft saprofiet op dode, soms nog aan de boom hangende takken en op dode stammen en stronken van loofbomen. De schimmel veroorzaakt witrot.

## Kenmerken
Het vruchtlichaam is korstvormig, ovaal tot onregelmatig uitgestrekt over het substraat. Het oppervlak heeft enigszins radiair lopende rimpelige aders met soms feller gekleurde uitstulpingen en een gewimperde of gevouwen rand. De grootte kan variëren van enkele cm tot dm. Groeit soms door op nabije mossen of dood blad. De kleur is helder oranje tot dof vleeskleurig of violetgrijs. De sporen zijn wit en hebben de maat 3,5–7 × 1–3 µm.

## Verspreiding
De zwam komt wereldwijd voor op het noordelijk halfrond. In Nederland en België komt de soort algemeen tot zeer algemeen voor. De soort staat niet op de rode lijst. Verschijnt al in de zomer en kan bij niet te strenge winters bijna het hele jaar door gevonden worden. 

## Afbeeldingen

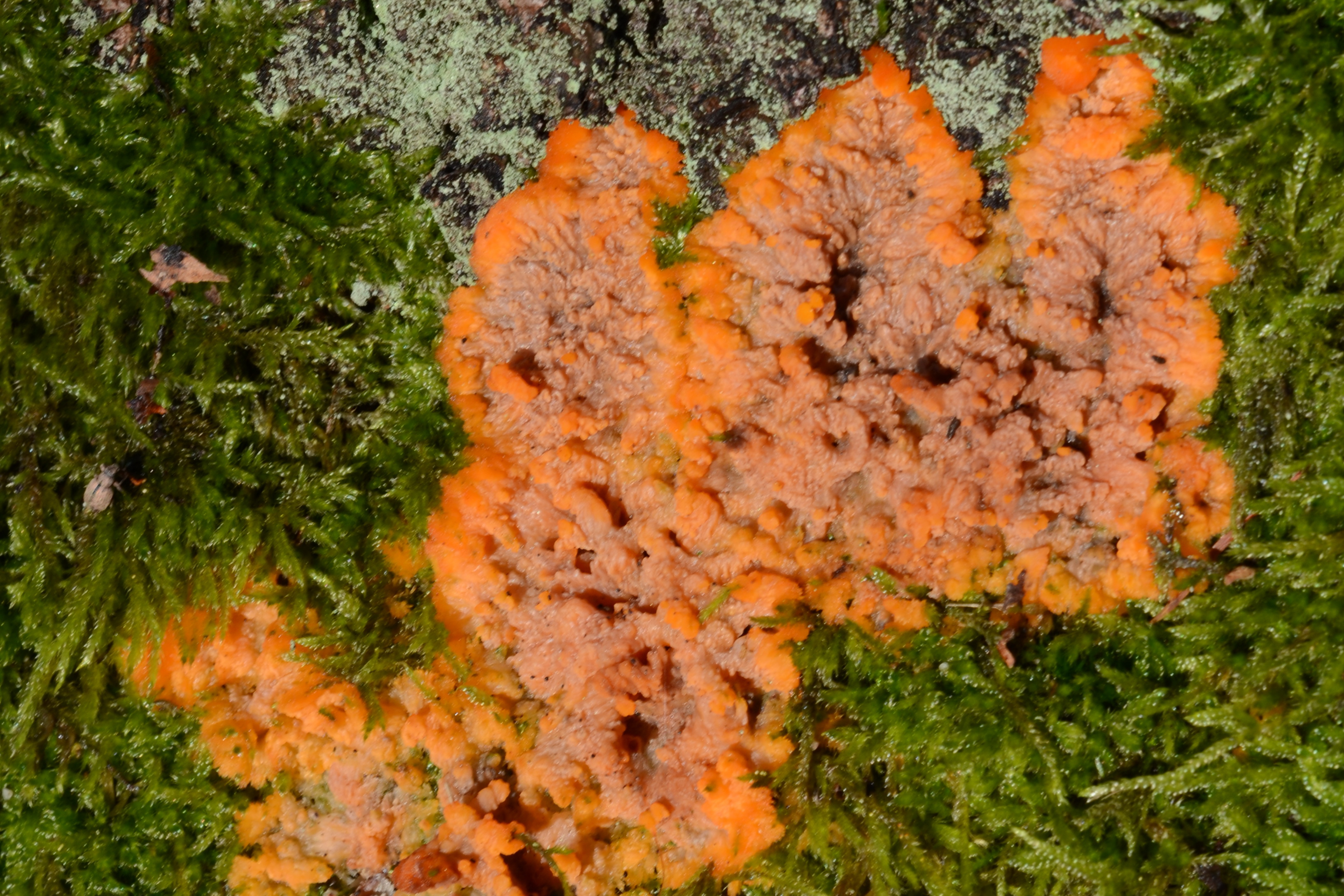
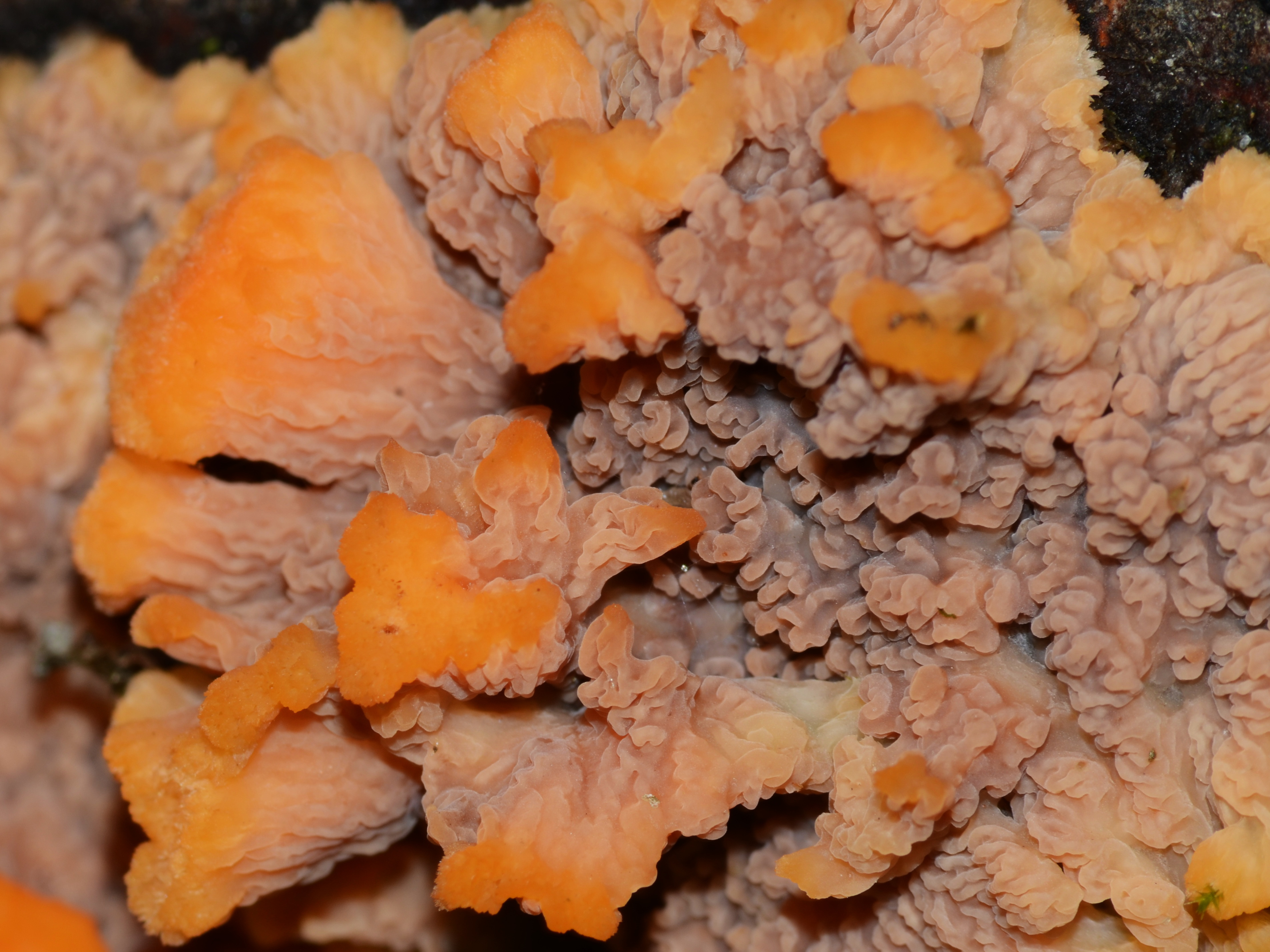
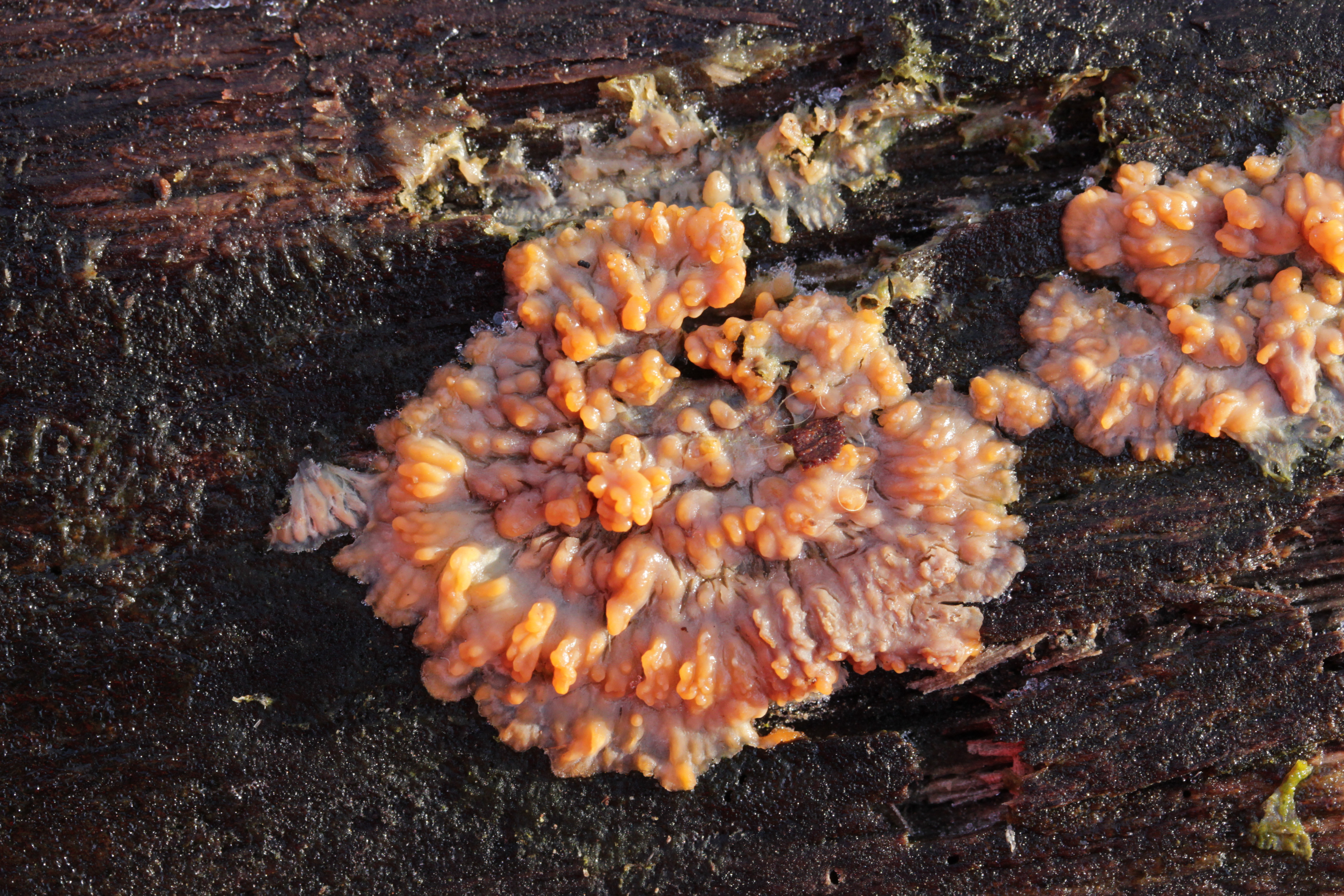
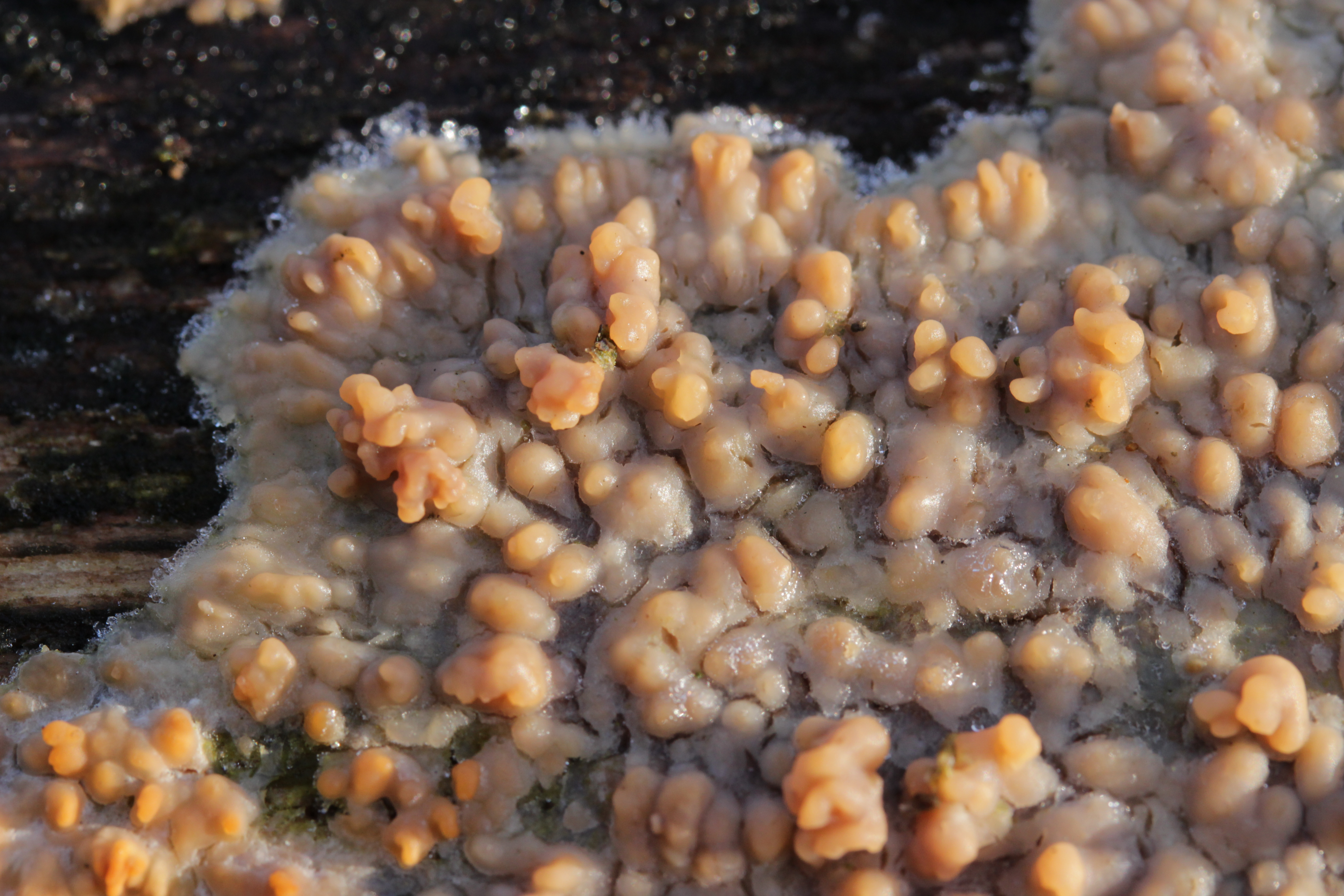
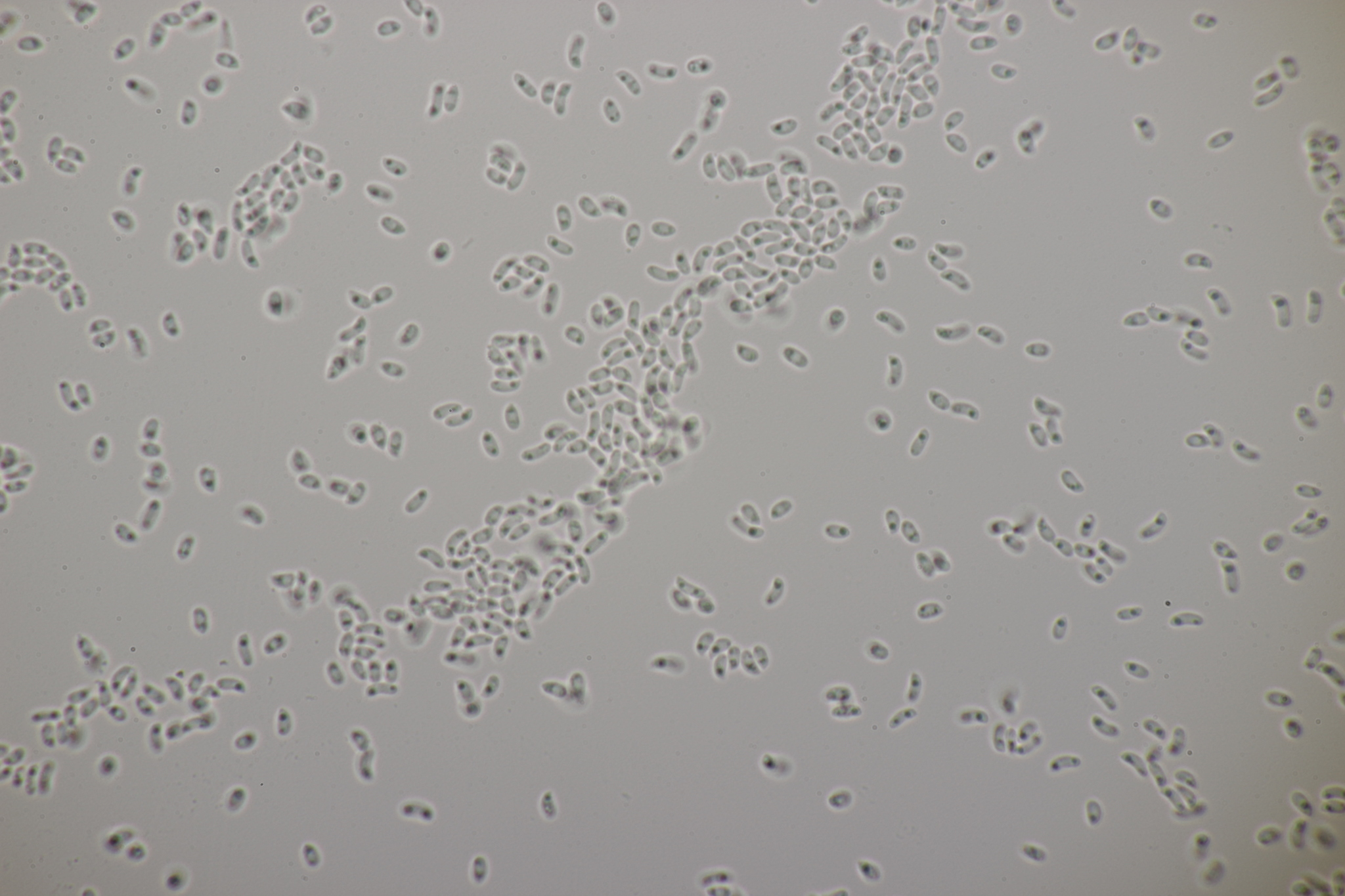
Ascosporen